# François Van Den Bosch
François Van Den Bosch (Broechem, 8 september 1934) is een Belgisch voormalig wielrenner.

## Carrière
Van Den Bosch was voornamelijk succesvol bij de amateurs maar reed drie jaar als onafhankelijke eind de jaren '50. Bij de amateurs won hij onder andere drie etappes in de Ronde van België. Hij nam in 1956 deel aan de Olympische Spelen waar hij in de wegrit 42e werd, in de landenwedstrijd werd de Belgische ploeg zevende.